# Římskokatolická farnost Dubňany
Římskokatolická farnost Dubňany je územní společenství římských katolíků s farním kostelem sv. Josefa.

## Území farnosti
- Dubňany s farním kostelem sv. Josefa

## Historie farnosti
Dubňany byly církevně spravované "excurrendo" z hodonínské fary. V roce 1720 byla v obci vystavěna kaple a okolo ní vznikl hřbitov. V roce 1843 byla místní lokácie povýšena na farnost. Na jaře 1876 se po tuhé zimě začal zhoršovat stav kaple, jejíž zeď se začala naklánět a musela být uzavřena. Po přípravách se v roce 1885 začalo se stavbou nového chrámu na místě původní kaple, slavnostní svěcení se uskutečnilo 13. října toho roku.
Původní fara byla postavena v roce 1754 vedle školy, v roce 1859 vznikla nová fara vedle kostela.

## Duchovní správci
1972–1977 zde byl duchovním správcem pozdější strahovský opat Michael Josef Pojezdný, O.Praem.
1977-1978 P. Karel Bobek
1978-1992 P. ThDr. Stanislav Fric
1992-1997 P. Karel Volejníček
1997-2000 P. Jan Pavlů
2000-2010 P. ThLic. Josef Chyba
2010-2015 P. Bohumil Urbánek
2015 dosud je farářem R. D. Mgr. Pavel Zahradníček, Th.D.

## Kněží pocházející z farnosti
P. Vilém Viktorin 1892-1981
P. Josef Matušina 1919-1998
P. ThDr. Josef Budiš 1924-1967
P. Stanislav Fric 1939-2018
V roce 2015 byl vysvěcen novokněz pocházející z farnosti - Mgr. Lubomír Řihák (1969). Primici slavil 11. července 2015 v Dubňanech.

## Bohoslužby
| Kostel     | Místo   | Bohoslužba (den)            | Hodina            | Poznámka     |
| ---------- | ------- | --------------------------- | ----------------- | ------------ |
| sv. Josefa | Dubňany | neděle pondělí středa pátek | 7.30, 10.30 17:45 | Farní kostel |

## Aktivity ve farnosti
Den vzájemných modliteb farností za bohoslovce a bohoslovců za farnosti brněnské diecéze a Adorační den se koná 11. srpna.
Pravidelné návštěvy nemocných probíhají první a druhý pátek v měsíci. Farnost příležitostně vydává Farní noviny farnosti Dubňany.
Ve farnosti se pravidelně pořádá tříkrálová sbírka. V roce 2014 se při ní vybralo 100 452 korun, o rok později 105 410 korun. Při sbírce v roce 2016 se vybralo 113 968 korun. 
Výtěžek sbírky v roce 2019 dosáhl 145 289 korun.
Farnost se pravidelně zapojuje do projektu Noc kostelů.